# Schweizer Laufhund
Der Schweizer Laufhund, Chien Courant Suisse ist eine von der FCI anerkannte Hunderasse aus der Schweiz (FCI-Gruppe 6, Sektion 1.2, Standard Nr. 59).
Die Rasse existiert in vier Varietäten:
- Berner Laufhund
- Jura Laufhund
- Luzerner Laufhund
- Schwyzer Laufhund